# Deutsche Leichtathletik-Meisterschaften 1983
Die 83. Deutschen Leichtathletik-Meisterschaften wurden vom 24. bis 26. Juni 1983 im Bremer Weserstadion ausgetragen.

## Wettbewerbsprogramm
Erstmals wurde der 10.000-Meter-Lauf für Frauen ins Meisterschaftsprogramm aufgenommen.

## Ausgelagerte Disziplinen
Wie in den Jahren zuvor wurden weitere Meisterschaftstitel an verschiedenen anderen Orten vergeben, in der folgenden Auflistung in chronologischer Reihenfolge benannt.
- Crossläufe – Ahlen, 26. Februar mit Einzel- / Mannschaftswertungen für Frauen und Männer auf jeweils zwei Streckenlängen (Mittel- / Langstrecke)
- Marathonlauf – Dülmen, 17. April mit Einzel- / Mannschaftswertungen für Frauen und Männer[2]
- 5-km Gehen (Frauen) / 50-km-Gehen (Männer) – Bad Kreuznach, 17. April mit jeweils Einzel- und Mannschaftswertungen
- Langstaffeln, Frauen: 3 × 800 m / Männer: 4 × 800 m und 4 × 1500 m – Dortmund, 31. Juli im Rahmen der Deutschen Jugendmeisterschaften
- Mehrkämpfe (Frauen: Siebenkampf) / (Männer: Zehnkampf) – München, 16./17. Juli mit Einzel- und Mannschaftswertungen
- 25-km-Straßenlauf – Frankenberg an der Eder, 25. September mit Einzel- / Mannschaftswertungen für Frauen und Männer

## Sportliche Leistungen
Im 800-Meter-Lauf gewann Willi Wülbeck als erster deutscher Leichtathlet seinen zehnten Freiluft-Meistertitel in Folge, in der Halle war das 1972 bereits dem Dreispringer Michael Sauer gelungen. Einige Wochen später krönte Wülbeck seine Laufbahn und wurde in Helsinki der erste 800-m-Weltmeister.
Es gab gleich mehrere Rekorde.
- zwei deutsche Rekorde (DR):
  - Dreisprung: 17,33 m – Peter Bouschen (LG DJK Düsseldorf/Neuss)
  - 10.000-Meter-Lauf: 32:13,85 min – Charlotte Teske (ASC Darmstadt)
- einen deutschen Rekord für Vereinsstaffeln (DRV):
  - 4 × 800 m Staffel: 7:14,21 min – VfB Stuttgart (Herbert Wursthorn, Andreas Baranski, Hans Allmandinger, Matthias Assmann)
- zwei bundesdeutsche Rekorde (BR):
- 100-Meter-Lauf: 10,16 s – Christian Haas (LAC Quelle Fürth). Zwischenlauf
- 200-Meter-Lauf: 20,44 s – Erwin Skamrahl (SV Union Groß-Ilsede)
Auch Christian Haas blieb mit 20,46 s noch unter Skamrahls vorherigem Rekord.

## Medaillengewinner Männer
Die folgende Übersicht fasst die Medaillengewinner und -gewinnerinnen zusammen. Eine ausführlichere Übersicht mit den jeweils ersten acht in den einzelnen Disziplinen findet sich unter dem Link Deutsche Leichtathletik-Meisterschaften 1983/Resultate.
| Disziplin                                   | Gold                                                                                    | Leistung           | Silber                                                                          | Leistung        | Bronze                                                                        | Leistung        |
| ------------------------------------------- | --------------------------------------------------------------------------------------- | ------------------ | ------------------------------------------------------------------------------- | --------------- | ----------------------------------------------------------------------------- | --------------- |
| 100 m (Wind: +0,94)                         | Christian Haas (LAC Quelle Fürth)                                                       | 10,19 s000000      | Andreas Rizzi (MTG Mannheim)                                                    | 10,39 s00       | Richard Luxenburger (LAC Quelle Fürth)                                        | 10,41 s00       |
| 200 m (Wind: ±0,0)                          | Erwin Skamrahl (SV Union Groß-Ilsede)                                                   | 20,44 s BR000      | Christian Haas (LAC Quelle Fürth)                                               | 20,46 s00       | Ralf Lübke (Dümptener TV 1895)                                                | 20,63 s00       |
| 400 m                                       | Hartmut Weber (VfL Kamen)                                                               | 45,12 s000000      | Erwin Skamrahl (SV Union Groß-Ilsede)                                           | 45,43 s00       | Martin Weppler (VfL Sindelfingen)                                             | 46,00 s00       |
| 800 m                                       | Willi Wülbeck (TV Wattenscheid)                                                         | 1:46,05 min0000    | Hans-Peter Ferner (MTV Ingolstadt)                                              | 1:46,07 min     | Matthias Assmann (VfB Stuttgart)                                              | 1:46,65 min     |
| 1500 m                                      | Uwe Becker (VfL Wolfsburg)                                                              | 3:39,63 min0000    | Thomas Wessinghage (ASV Köln)                                                   | 3:40,80 min     | Uwe Mönkemeyer (TV Wattenscheid 01)                                           | 3:40,95 min     |
| 5000 m                                      | Paul Nothacker (TSV Calw)                                                               | 13:59,34 min0000   | Hans-Jürgen Orthmann (VfL Wehbach)                                              | 13:59,63 min    | Peter Horak (VfL Waiblingen)                                                  | 13:59,87 min    |
| 10.000 m                                    | Christoph Herle (LAC Quelle Fürth)                                                      | 28:22,52 min0000   | Michael Spöttel (LG Kreis Verden)                                               | 28:48,78 min    | Karl Fleschen (LG Bayer Leverkusen)                                           | 29:15,19 min    |
| 25-km-Straßenlauf                           | Günter Zahn (LAC Quelle Fürth)                                                          | 1:15:02 h00000000  | Michael Scheytt (VfL Sindelfingen)                                              | 1:15:39 h0000   | Hans-Jürgen Orthmann (VfL Wehbach)                                            | 1:16:14 h0000   |
| 25-km-Straßenlauf, Mannschaftswertung       | LAC Quelle FürthGünter Zahn Gerhard Krippner Reinhard Leibold                           | 3:51:14 h00000000  | VfL SindelfingenMichael Scheytt Karl Heinz Scheder Rudi Hiller                  | 3:53:52 h0000   | LG FrankfurtLeo Thoma Hans Pfisterer Jürgen Dächert                           | 3:54:50 h0000   |
| Marathon                                    | Ralf Salzmann (LG Frankfurt)                                                            | 2:25:17 h00000000  | Gerhard Krippner (LAC Quelle Fürth)                                             | 2:15:44 h0000   | Franz Hornberger (Post-SV Weilheim)                                           | 2:17:23 h0000   |
| Marathon, Mannschaftswertung                | LAC Quelle FürthGerhard Krippner Reinhard Leibold Günter Zahn                           | 6:51:31 h00000000  | TSG OberurselWolfgang Münzel Joachim Wollek Klaus Orthen                        | 7:12:14 h0000   | SKV EglosheimReiner Müller Rainer Mühlberg Bernhard Syring                    | 7:15:21 h0000   |
| 110 m Hürden (Wind: ±0,0)                   | Axel Schaumann (LG Kappelberg)                                                          | 13,73 s000000      | Jürgen Schoch (SV Salamander Kornwestheim)                                      | 13,90 s00       | Michael Radzey (MTG Mannheim)                                                 | 13,90 s00       |
| 400 m Hürden                                | Harald Schmid (TV Gelnhausen)                                                           | 48,66 s000000      | Axel Salander (LG Bayer Leverkusen)                                             | 50,50 s00       | Uwe Schmitt (Eintracht Frankfurt)                                             | 50,90 s00       |
| 3000 m Hindernis                            | Rainer Schwarz (LG Gauting-Stockdorf)                                                   | 8:29,18 min0000    | Torsten Tiller (LG Göttingen)                                                   | 8:33,94 min     | Patriz Ilg (LAC Quelle Fürth)                                                 | 8:41,33 min     |
| 4 × 100 m Staffel                           | LAC Quelle FürthRainer Heckmann Christian Haas Christian Zirkelbach Richard Luxenburger | 38,95 s000000      | SV Salamander KornwestheimJürgen Koffler Peter Klein Bernd Sattler Jürgen Evers | 39,02 s00       | TV Wattenscheid 01Michael Schmidtmeier Werner Zaske Fritz Heer Hans Fritzsche | 39,03 s00       |
| 4 × 400 m Staffel                           | VfL SindelfingenGert Benz Uwe Fegert Martin Bürkle Martin Weppler                       | 3:06,42 min0000    | MTG MannheimNorbert Weiß Karlheinz Weisenseel Geiß Andreas Rizzi                | 3:07,13 min     | Eintracht FrankfurtPeter Scholz Uwe Schmitt Markus Söhnge Lothar Krieg        | 3:07,39 min     |
| 4 × 800 m Staffel                           | VfB StuttgartHerbert Wursthorn Andreas Baranski Hans Allmandinger Matthias Assmann      | 7:14,21 min DRV    | TB EmmendingenHarald Olbrich Reinhard Aechtle Ulrich Hildebrand Ulrich Karck    | 7:14,37 min     | MTV IngolstadtGerhard Köbe Armin Steller Thomas von Grossmann Hans Lang       | 7:23,90 min     |
| 4 × 1500 m Staffel                          | VfL WolfsburgAxel Diedrich Uwe Baunack Volker Becker Uwe Becker                         | 15:08,92 min0000   | LG Bayer LeverkusenMatthias Kohls Peter Belger Karl Fleschen Harald Hudak       | 15:09,61 min    | LG Hammer Park HamburgChristian Husmann Olaf Thomsen Johannsen Marc Mohr      | 15:15,23 min    |
| 20-km-Gehen                                 | Franz-Josef Weber (SV Kyllburg)                                                         | 1:30:25 h00000000  | Karl Degener (VfL Wolfsburg)                                                    | 1:30:35 h0000   | Robert Mildenberger (LG Haßberge)                                             | 1:33:47 h0000   |
| 20-km-Gehen, Mannschaftswertung             | VfL WolfsburgKarl Degener Jürgen Meyer Uwe Jakob                                        | 4:42:42 h00000000  | LAC Quelle FürthHorst-Joachim Matern Wolfgang Wiedemann Leo Frey                | 4:52:07 h0000   | Meiendorfer SVFritz Helms Thomas Hansen Norden                                | 4:58:270000     |
| 50 km Gehen                                 | Karl Degener (VfL Wolfsburg)                                                            | 4:00:30 h00000000  | Walter Schwoche (Eintracht Hildesheim)                                          | 4:02:45 h0000   | Jürgen Meyer (VfL Wolfsburg)                                                  | 4:04:35 h0000   |
| 50 km Gehen, Mannschaftswertung             | LAC Quelle FürthHorst-Joachim Matern Alfons Schwarz Leo Frey                            | 12:34:49 h00000000 | VfL WolfsburgKarl Degener Jürgen Meyer G. Götz                                  | 13:09:20 h0000  | SV 09 OtterbergK. Schäfer Fass Wolfgang Neumüller                             | 13:42:20 h0000  |
| Hochsprung                                  | Dietmar Mögenburg (ASV Köln)                                                            | 2,31 m000          | Carlo Thränhardt (ASV Köln)                                                     | 2,28 m          | Paul Frommeyer (TV Wattenscheid 01)                                           | 2,28 m          |
| Stabhochsprung                              | Günther Lohre (SV Salamander Kornwestheim)                                              | 5,50 m000          | Jürgen Winkler (LG Jägermeister Bonn-Troisdorf)                                 | 5,40 m          | Peter Volmer (TV Wattenscheid 01)                                             | 5,25 m          |
| Weitsprung                                  | Jürgen Hingsen (LAV Bayer Uerdingen / Dormagen)                                         | 8,00 m000          | Joachim Busse (ASV Köln)                                                        | 7,91 m          | Jens Knipphals (VfL Wolfsburg)                                                | 7,85 m          |
| Dreisprung                                  | Peter Bouschen (LG DJK Düsseldorf/Neuss)                                                | 17,33 m            | Wolfgang Knabe (SV Union Groß-Ilsede)                                           | 16,78 m         | Klaus Kübler (SV Salamander Kornwestheim)                                     | 16,48 m         |
| Kugelstoßen                                 | Claus-Dieter Föhrenbach (USC Heidelberg)                                                | 18,89 m000         | Udo Gelhausen (LG Bayer Leverkusen)                                             | 18,52 m         | Werner Hartmann (VfL Buchloe)                                                 | 18,33 m         |
| Diskuswurf                                  | Alwin Wagner (USC Mainz)                                                                | 64,92 m000         | Werner Hartmann (VfL Buchloe)                                                   | 64,08 m         | Rolf Danneberg (LG Wedel-Pinneberg)                                           | 62,38 m         |
| Hammerwurf                                  | Karl-Hans Riehm (TV Wattenscheid 01)                                                    | 77,98 m000         | Klaus Ploghaus (ASC Darmstadt)                                                  | 76,22 m         | Christoph Sahner (LG Saar 70)                                                 | 75,60 m         |
| Speerwurf                                   | Klaus Tafelmeier (LG Bayer Leverkusen)                                                  | 86,38 m000         | Helmut Schreiber (USC Heidelberg)                                               | 82,36 m         | Wolfram Gambke (LG Wedel-Pinneberg)                                           | 79,26 m         |
| Zehnkampf, 1965er W. 2. Zeile: 1985er Wert. | Siegfried Wentz (USC Mainz)                                                             | 8470 P (8400 P)    | Thomas Rizzi (LG Paderborn)                                                     | 8056 P (7898 P) | Holger Schmidt (USC Mainz)                                                    | 7834 P (7702 P) |
| Zehnkampf, Mannschaftswertung               | USC MainzSiegfried Wentz Holger Schmidt Jens Schulze                                    | 23.297 P           | TSV 1860 MünchenFranz Mayr Herbert Peter Jörg Lorenz                            | 23.017 P        | SCC BerlinKarim Belkora Andreas Zylka Dohm                                    | 20.779 P        |
| Crosslauf Mittelstrecke – 3,2 km            | Uwe Mönkemeyer (TV Wattenscheid 01)                                                     | 10:10,7 min0000    | Uwe Becker (VfL Wolfsburg)                                                      | 10:17,2 min     | Wolfgang Miko (ASC Darmstadt)                                                 | 10:23,4 min     |
| Crosslauf Mittelstrecke, Mannschaftswertung | ASC DarmstadtWolfgang Miko Ralf Eckert Robert Freimark                                  | Pl.-Ziff. 32       | LG Bayer LeverkusenWilhelm Jungbluth Bernhard Gatzke Maximilian Meichsner       | Pl.-Ziff. 50    | TV Wattenscheid 01Uwe Mönkemeyer Jürgen Hennemann Sperlich                    | Pl.-Ziff. 59    |
| Crosslauf Langstrecke – 10,7 km             | Hans-Jürgen Orthmann (VfL Wehbach)                                                      | 36:14,4 min0000    | Gerhard Krippner (LAC Quelle Fürth)                                             | 36:41,0 min     | Reinhard Leibold (LAC Quelle Fürth)                                           | 36:48,9 min     |
| Crosslauf Langstrecke, Mannschaftswertung   | LAC Quelle FürthGerhard Krippner Reinhard Leibold Patriz Ilg                            | Pl.-Ziff. 15       | LG FrankfurtRalf Salzmann Leo Thoma Jürgen Dächert                              | Pl.-Ziff. 39    | OSC HoechstMichael Lederer Jürgen Raabe Stenzel                               | Pl.-Ziff. 80    |

## Medaillengewinnerinnen Frauen
| Disziplin                                   | Gold                                                                                           | Leistung         | Silber                                                                                   | Leistung      | Bronze                                                                       | Leistung      |
| ------------------------------------------- | ---------------------------------------------------------------------------------------------- | ---------------- | ---------------------------------------------------------------------------------------- | ------------- | ---------------------------------------------------------------------------- | ------------- |
| 100 m (Wind: −0,6)                          | Sabine Klösters (OSC Thier Dortmund)                                                           | 11,44 s00000     | Elke Vollmer (OSC Thier Dortmund)                                                        | 11,46 s00     | Monika Hirsch (USC Mainz)                                                    | 11,59 s00     |
| 200 m (Wind: −0,9)                          | Christina Sussiek (LG Bayer Leverkusen)                                                        | 23,20 s00000     | Ute Thimm geb. Finger (ASV Köln)                                                         | 23,22 s00     | Gaby Bußmann (LG Ahlen-Hamm)                                                 | 23,25 s00     |
| 400 m                                       | Gaby Bußmann (LG Ahlen-Hamm)                                                                   | 50,87 s00000     | Ute Thimm geb. Finger (ASV Köln)                                                         | 52,14 s00     | Gisela Gottwald (VfL Gladbeck)                                               | 52,49 s00     |
| 800 m                                       | Margit Schultheiß (VT Zweibrücken)                                                             | 2:02,29 min000   | Martina Krott (LAV Bayer Uerdingen / Dormagen)                                           | 2:02,68 min   | Brigitte Brückner (LAC Quelle Fürth)                                         | 2:03,62 min   |
| 1500 m                                      | Brigitte Kraus (ASV Köln)                                                                      | 4:09,69 min000   | Vera Michallek geb. Steiert (LG Ahlen-Hamm)                                              | 4:12,71 min   | Birgit Schmidt (Sport-Union Annen)                                           | 4:17,20 min   |
| 3000 m                                      | Brigitte Kraus (ASV Köln)                                                                      | 9:12,04 min000   | Elisabeth Franzis (SV Sonsbeck)                                                          | 9:15,46 min   | Monika Schäfer (LC Mengerskirchen)                                           | 9:18,34 min   |
| 10.000 m                                    | Charlotte Teske geb. Bernhard (ASC Darmstadt)                                                  | 32:13,85 min DR  | Monika Lövenich geb. Greschner (LG Jägermeister Bonn-Troisdorf)                          | 33:39,91 min  | Susanne Riermeier (LAC Quelle Fürth)                                         | 33:54,03 min  |
| 25-km-Straßenlauf                           | Charlotte Teske geb. Bernhard (ASC Darmstadt)                                                  | 1:26:15 h0000000 | Gabriela Wolf (LAV co op Dortmund)                                                       | 1:31:52 h0000 | Petra Niklas (LG Jägermeister Bonn-Troisdorf)                                | 1:31:57 h0000 |
| 25-km-Straßenlauf, Mannschaftswertung       | LAV co op DortmundGabriela Wolf Christina Mai Christel Eilhoff                                 | 4:41:42 h0000000 | LG Süd BerlinKerstin Preßler Renate Güttler Susanne Müller                               | 4:11:21 h0000 | Offenbacher LCIIris Reuter Annemarie Thoma Fischer                           | 5:01:03 h0000 |
| Marathon                                    | Monika Lövenich geb. Greschner (LG Jägermeister Bonn-Troisdorf)                                | 2:43:03 h0000000 | Birgit Lennartz (ASV Sankt Augustin)                                                     | 2:45:14 h0000 | Gabriela Wolf (LAV co op Dortmund)                                           | 2:47:33 h0000 |
| Marathon, Mannschaftswertung                | LAV co op DortmundGabriela Wolf Christina Mai Bernadette Hudy                                  | 8:29:36 h0000000 | LG Jägermeister Bonn-TroisdorfMonika Lövenich geb. Greschner Ursula Köther Heide Brenner | 8:30:03 h0000 | Offenbacher LCAnnemarie Thoma Iris Reuter Heike Fischer                      | 9:25:07 h0000 |
| 100 m Hürden (Wind: +0,5)                   | Heike Filsinger (MTG Mannheim) / Ulrike Denk (ASV Köln)                                        | 13,11 s00000     |                                                                                          |               | Sabine Everts (LAV Düsseldorf)                                               | 13,46 s00     |
| 400 m Hürden                                | Mary Wagner (TSV Göggingen 1875)                                                               | 56,29 s00000     | Gisela Gottwald (VfL Gladbeck)                                                           | 57,55 s00     | Gudrun Abt (TSV Genkingen)                                                   | 57,93 s00     |
| 4 × 100 m Staffel                           | LG Bayer LeverkusenEdith Oker Susanne Meiß Bianca Betz Christina Sussiek                       | 44,74 s00000     | OSC Thier DortmundSabine Klösters Elke Vollmer Arens Mirjam-Astrid Erle                  | 44,87 s00     | VfL SindelfingenAntje Diel Margit Wagner Annette Bürkle Heidi-Elke Gaugel    | 44,97 s00     |
| 4 × 400 m Staffel                           | LG Bayer LeverkusenErika Weinstein geb. Götz Petra Kleinbrahm Elke Decker Christiane Brinkmann | 3:33,56 min000   | LAV DüsseldorfSabine Braun Anne Griese Beate Holzapfel Sabine Everts                     | 3:34,06 min   | LG Nord BerlinAngela Wilhelm Ines Conradi Raela Schwerdtfeger Cornelia Bahls | 3:41,07 min   |
| 3 × 800 m Staffel                           | Sport-Union AnnenBettina Büngener Birgit Schmidt Simone Büngener                               | 6:17,20 min000   | ASV KölnChristiane Peters Roswitha Gerdes Brigitte Kraus                                 | 6:18,17 min   | Bielefelder TGIngrid Henseler Steffi Böker Sigrid Wulsch                     | 6:23,77 min   |
| 5 km Gehen                                  | Ingrid Adam (LAV Düsseldorf)                                                                   | 25:19 min00000   | Brigitte Buck (FC Langenau)                                                              | 25:50 min     | Jutta Schwoche (Eintracht Hildesheim)                                        | 26:02 min     |
| 5 km Gehen, Mannschaftswertung              | Viermärker Waldlauf GemeinschaftMargot Jessat Adelheid Zschieschang Coesfeld                   | 1:23:26 h0000000 | LG Mainburg-NiederaichbachRenate Warz Brigitte Aigner Rosemarie Hühmer                   | 1:23:31 h0000 | Post-SV Jahn FreiburgMonika Wassel geb. Glöckler Liebisch Andris             | 1:25:56 h0000 |
| Hochsprung                                  | Ulrike Meyfarth (LG Bayer Leverkusen)                                                          | 2,00 m           | Birgit Dressel (USC Mainz)                                                               | 1,88 m        | Anne Heitmann (LG Wedel-Pinneberg)                                           | 1,88 m        |
| Weitsprung                                  | Christina Sussiek (LG Bayer Leverkusen)                                                        | 6,73 m           | Anke Weigt (LG Bayer Leverkusen)                                                         | 6,58 m        | Sabine Everts (LAV Düsseldorf)                                               | 6,53 m        |
| Kugelstoßen                                 | Claudia Losch (LAC Quelle Fürth)                                                               | 18,83 m          | Mechthild Schönleber (ASV Köln)                                                          | 18,08 m       | Veronika Czorny (LG Frankfurt)                                               | 16,61 m       |
| Diskuswurf                                  | Ingra Manecke (LAC Quelle Fürth)                                                               | 65,10 m          | Doris Gutewort (LAC Quelle Fürth)                                                        | 61,18 m       | Barbara Beuge (SCC Berlin)                                                   | 58,84 m       |
| Speerwurf                                   | Ingrid Thyssen (LG Bayer Leverkusen)                                                           | 65,80 m          | Beate Peters (OSC Thier Dortmund)                                                        | 62,38 m       | Manuela Alizadeh (LG Kappelberg)                                             | 57,68 m       |
| Siebenkampf                                 | Sabine Everts (LAV Düsseldorf)                                                                 | 6370 P           | Heike Filsinger (MTG Mannheim)                                                           | 6117 P        | Iris Künstner (LG Bayer Leverkusen)                                          | 6066 P        |
| Siebenkampf, Mannschaftswertung             | LAV DüsseldorfSabine Everts Sabine Braun Christa Mühlemeyer                                    | 18.030 P         | LG Bayer LeverkusenIris Künstner Ute Rompf Renate Pfeil                                  | 17.700 P      | USC MünchenHelga Nusko Kirsten Peter B. Müller                               | 16.781 P      |
| Crosslauf Mittelstrecke – 2,7 km            | Brigitte Kraus (ASV Köln)                                                                      | 10:10,7 min000   | Vera Michallek geb. Steiert (LG Ahlen-Hamm)                                              | 10:19,1 min   | Ursula Heldt (TSV Salzgitter)                                                | 10:22,9 min   |
| Crosslauf Mittelstrecke, Mannschaftswertung | LAV Bayer Uerdingen / DormagenSabine Schnuch Martina Krott H. Braun                            | Pl.-Ziff. 23     | ASV KölnBrigitte Kraus Christiane Peters Bettina Werker                                  | Pl.-Ziff. 27  | Bielefelder TGSteffi Böker Sigrid Wulsch Ingrid Henseler                     | Pl.-Ziff. 45  |
| Crosslauf Langstrecke – 6,4 km              | Charlotte Teske geb. Bernhard (ASC Darmstadt)                                                  | 23:48,9 min000   | Monika Lövenich geb. Greschner (LG Jägermeister Bonn-Troisdorf)                          | 23:54,6 min   | Renate Kieninger (VfL Sindelfingen)                                          | 25:11,8 min   |
| Crosslauf Langstrecke, Mannschaftswertung   | LG Jägermeister Bonn-TroisdorfMonika Lövenich geb. Greschner Petra Niklas Ursula Köther        | Pl.-Ziff. 15     | LAV co op DortmundChristina Mai Gabriela Wolf Klöpfel                                    | Pl.-Ziff. 36  | LSG AalenTraudel Scherer geb. Christ Susanne Christ Lingel                   | Pl.-Ziff. 65  |